# محلفين (نجم)
المحلفين Gamma Canis Majoris (γ Canis Majoris, يختصر Gamma CMa, γ CMa),غاما كانيس ماجوريس.أو غاما الكلب الأكبر.هو نجم خافت في كوكبة الكلب الأكبر.ومن غير الواضح تماما لماذا أعطي هذا النجم الخافت نسبيا تسمية "غاما"، ولكن ربما لأنه في نفس الجزء من الكوكبة مثل الشعرى اليمانية (ألفا) والمرزم (بيتا).

## التسمية
يحمل النجم الاسم التقليدي المحلفين (Muliphein) لا ينبغي الخلط بين غاما قنطورس ( المحلفين أو المحنّثين ) ونجم المحلفين، وكلاهما مستمدان من نفس الجذر العربي، محلفين muħlifayn.في عام 2016، نظم الاتحاد الفلكي الدولي فريقا عمل معني بأسماء النجوم (WGSN) لتصنيف وتوحيد الأسماء التقليدية للنجوم. وافق الفريق على اسم المحلفين لهذا النجم في 21 أغسطس 2016، وهو الآن مدخل في فهرس الاتحاد الدولي الفلكي لأسماء النجوم.

## الخصائص
المحلفين عملاق ساطع أزرق-أبيض من النوع-B تصنيفة النجمي B8II .وقدرة الظاهري +4ـ11.ويقع على بعد يقدر بحوالي 440 سنة ضوئية من الأرض.المحلفين نجم متميز كيميائيا (زئبق-مغنسيوم) يظهر خطوط غير طبيعية من الزئبق والمغنيسيوم. ولهذا النجم نصف قطر يعادل 5.6 مرة قطر الشمس. ودرجة الحرارة الفعالة لغلافة الجوي الخارجي 13,596 كلفن.
ويعتقد ان هذا النجم نظام ثنائي طيفي، وهناك رفيق مرشح على مسافة زاوية 0.332 "على طول زاوية موضع قدرها 114.8 درجة. والنجم عضو في فهرس العناقيد النجمية المفتوحة كوليندر 121 .

## الإرث الحديث
يظهر نجم المحلفين على علم البرازيل، كرمز لولاية روندونيا.